# Riksost
Riksost, tidigare Svenska mejeriernas riksförenings ostlagerförening, u.p.a., är en ekonomisk förening som bildades år 1938. År 1940 hade föreningen 20 svenska mejerier som medlemmar. Riksosts uppgift var att för medlemmarnas räkning sköta inköp, lagring och försäljning av ost.
Riksost hanterade all försäljning och marknadsföring av ost som producerades av medlemmarna. Under 1990-talet avreglerades dock den svenska mejerimarknaden och Riksost upplöstes.
Under varumärket Riksost såldes även tidigare produkter som hårdosten Drabant och den parmesanliknande rivna osten Rivosto.